# 劉肥
劉肥（?—前189年），西漢人。是漢高祖劉邦的庶長子，生母為高祖外婦曹姬，嫡母呂皇后。受封齊王，諡號悼惠。

## 出生
劉肥母為曹氏，是劉邦微賤未娶時的外婦，劉邦娶吕雉為妻之前，即已生私生子劉肥。由于曹氏與劉邦無正式婚姻關係，故所生之子劉肥為庶子。

## 封王
劉邦開國後大封同姓宗室，前201年正月封劉肥為齊王，只要是通行齊國方言的郡縣，都劃歸漢朝封邑的齊國，共七十餘城，定都臨淄。齐國是汉初第一大國，疆域辽阔，人口众多，相對较為富庶。由於劉家子弟稀少，劉肥作為庶长子，故得劉邦重视。封王後，劉邦又任命平阳侯曹參為齐國國相，辅佐其治理齐地。劉肥在位十三年，汉惠帝六年（前189年）逝世，谥為「悼惠王」。世子劉襄嗣立，是為齐哀王。

## 呂后時期
作為高祖長子，劉肥的地位很高。漢惠帝二年時入朝，惠帝尊敬兄長，讓予上座，因此觸怒了嫡母呂。呂后拿了毒酒打算刺殺劉肥，惠帝仁厚，假裝自己要喝，刻意保護劉肥，劉肥得知後大驚，只得佯醉離席。后來劉肥聽從屬下內史「勛」進言，主動將城陽郡獻給呂后所生的魯元公主作為汤沐邑，並尊魯元公主為「齊國太后」，才得以平安回國。

## 家庭

### 父母

#### 父
- 劉邦

#### 母
- 曹氏，是劉邦的外室，《史记索隱》作曹姬。

### 兄弟
- 二弟 漢惠帝劉盈（母呂）
- 三弟 赵隱王劉如意（母戚夫人）
- 四弟 漢文帝劉恒（母薄姬）
- 五弟 赵共王劉恢
- 六弟 赵幽王劉友
- 七弟 淮南厉王劉长（母赵姬）
- 八弟 燕靈王劉建

### 妻妾
妻
- 驷氏，劉襄母

### 子女
劉肥是劉邦众子中子孫最多的一族。
劉肥之子朱虛侯劉章，曾參與周勃、陳平之謀，誅滅諸呂，擁立漢文帝，封城陽王。死後成為齊地的鄉土神，被齊人祭祀。劉章后代劉盆子，是新莽時赤眉軍扶植的傀儡領袖。
汉末军阀劉岱、劉繇及晉朝名將劉毅、大臣劉胤、南朝宋劉穆之也是劉肥後代。

#### 子
1. 齊哀王劉襄
2. 朱虛侯→城陽景王劉章（劉毅[4]、劉超[5]祖先）
3. 東牟侯→济北王劉兴居
4. 管恭侯劉罷军
5. 瓜丘侯劉宁國
6. 營平侯劉信都
7. 楊丘共侯劉安
8. 楊虛侯→齊孝王劉將闾（劉岱、劉繇祖先[6]）
9. 朸侯→济南王劉辟光
10. 安都侯→濟北王→菑川懿王劉志
11. 平昌侯→胶西王劉卬
12. 武成侯→葘川王劉贤
13. 白石侯→胶东王劉雄渠

##### 營侯國
漢文帝四年（前176年）封齊悼惠王第六子劉信都为营侯。文帝十四年（前166年）去世，谥号平。子刘广嗣侯。漢景帝前元三年丁亥（公元前154年），因参与七国之乱，伏诛，国除。
| 西漢營侯國（前176年－9年） |      |            |        |          |                  |
| 傳位                       | 世   | 稱號及諡號 | 姓名   | 在位年數 | 在位時間         |
| 第1任                      | 始封 | 營平侯     | 劉信都 | 11年     | 前176年－前166年 |
| 第2任                      | 二世 | 營侯       | 劉廣   | 12年     | 前165年－前154年 |
| 景帝三年（前154年），國除  |      |            |        |          |                  |

## 墓地
《史记·齐悼惠王世家》上说汉武帝时：“齐悼惠王后尚有二国，城阳及菑川。菑川地比齐。天子怜齐，为悼惠王冢园在郡，割临淄东环悼惠王冢园邑尽以予菑川，以奉悼惠王祭祀。”有学者据此认为刘肥墓地在临淄以东。
1978年，考古工作者对山东省淄博市临淄区大武乡窝托村南的西汉齐王墓进行了考古发掘，根据出土的器物及墓地形制推断为西汉初年齐王墓，但墓主不确定，有学者认为是齐悼惠王刘肥，亦有学者认为可能是其子齐哀王劉襄。

## 延伸阅读
[在维基数据编辑]
 《史記/卷052》，出自司馬遷《史記》
 《漢書·卷038》，出自班固《漢書》